# Takashi Miyazawa
Takashi Miyazawa (født 27. februar 1978 i Nagano) er en japansk professionel cykelrytter, der fik sin første professionelle kontrakt i 2003, da han blev tilknyttet Team Bridgestone Anchor. Siden januar 2014 har han været på kontrakt med det italienske hold Vini Fantini-Nippo.
Ved Sommer-OL 2008 i Beijing blev Miyazawa nummer 86 ved linjeløbet.

## Resultater
2006
1' Tour de Okinawa
1' 4. etape Tour of Siam
1' 2. etape Tour de Hokkaido
5' Flèche Hesbignonne
7' Japan Cup
2007
1' Asian Road Race Championships
1' Tour de Okinawa
1' 1. etape Tour of Japan
2' Ronde van Overijssel
2' Circuito de Getxo
3' Japanske mesterskaber
6' Vuelta Ciclista a León
6' Tro-Bro Léon
8' Grand Prix de Rennes
9' Châteauroux Classic
10' Japan Cup
2008
1'  Tour de Hokkaido
3' Asian Road Race Championships
3' Tour de Taiwan
6' Grand Prix de Rennes
86' Sommer-OL 2008
2009
1'  Tour de Hokkaido
1' 1. etape (TTT) & 5
2' Japanske mesterskaber
4' Circuito de Getxo
10' Châteauroux Classic
2010
1'  Japanske mesterskaber
1' Kumamoto International Road Race
1' 2. etape Vuelta Ciclista a León
2' Asian Road Race Championships
2'  Asian Games
2' Tour de Kumano
1' Prolog (ITT)
4' Tour de Taiwan
1' 3. & 4. etape
6' Japan Cup
7' Tour de Okinawa
2011
1' Izegem Koerse
5' Paris-Brussels
6' GP Nobili Rubinetterie
2012
5' Tour de Picardie